# Припливи (фільм)
«Припливи» — кінофільм 2013 року.

## Зміст
П'ять «бабусь» бальзаківського віку зібралися в команду і вирішили обіграти місцевих баскетбольних чемпіонів. Всі вони колись у школі і коледжі кидали м'яч у кільце і зараз вони вирішили кинути виклик команді, що не знає поразок. Грошовий приз вони збираються пожертвувати на боротьбу з раком грудей.

## Ролі
| Актор              | Роль   |
| ------------------ | ------ |
| Брук Шилдс         | -      |
| Деріл Ганна        | -      |
| Вірджинія Медсен   | -      |
| Камрін Менгейм     | -      |
| Ванда Сайкс        | Флорін |
| Ерік Робертс       | -      |
| Андреа Франкл      | -      |
| Джессіка Ротенберґ | -      |
| Шарлотта Ґрегем    | -      |
| Карл Палмер        | -      |

## Знімальна група
- Режисер — Сьюзен Сейдельман
- Продюсер — Ніна Гендерсон Мур, Сьюзен Сейдельман, Ліндсей Говел